# Punicacorteina C
Punicacorteina C es un elagitanino, un compuesto fenólico. Se encuentra en la corteza de Punica granatum (granada). La molécula contiene un componente de ácido galagico. 